# Rachel Stoneová: Sázka na Srdce
Rachel Stoneová: Sázka na Srdce (v anglickém originále Heart of Stone) je americký špionážní akční filmový thriller z roku 2023, který natočil režisér Tom Harper podle scénáře Grega Rucky a Allison Schroederové a Ruckova námětu. Ve filmu hrají Gal Gadot, Jamie Dornan, Alia Bhatt (ve svém hollywoodském debutu), Sophie Okonedo a Matthias Schweighöfer. Sleduje Rachel, agentku globální zpravodajské služby, která se vydává na nebezpečnou misi s cílem ochránit záhadný systém umělé inteligence známý jako „Srdce“. Je pověřena mírovou společností známou jako Charta, aby objekt uchránila před pádem do rukou nepřítele.
Vývoj filmu začal v prosinci 2020, kdy Gadotová podepsala smlouvu na hlavní roli. Následující měsíc bylo potvrzeno, že režisérem bude Harper a distributorem Netflix, zbytek obsazení byl potvrzen na začátku roku 2022. Natáčení probíhalo v Evropě od ledna do července téhož roku. S ohlášeným produkčním rozpočtem 150 milionů dolarů se jedná o jeden z nejdražších původních filmů Netflixu.
Film byl společností Netflix uveden 11. srpna 2023. Film získal smíšené hodnocení kritiků a stal se druhým nejsledovanějším filmem Netflixu v druhé polovině roku 2023 s téměř 110 miliony zhlédnutími.

## Děj
V italských Alpách se britští agenti MI6 pokoušejí zatknout obchodníka se zbraněmi Mulvaneyho. Rachel Stone, technická podpora týmu, je ve skutečnosti tajnou agentkou organizace zvané „the Charter“. Během přestřelky se Mulvaney zabije, ale Stone si všimne neznámé hackerky Keyi Dhawan.
Po návratu do Londýna je Stone vyslána s týmem MI6 na misi do Portugalska, aby Keyu chytili. Jsou však přepadeni a Stone musí odhalit svou pravou identitu, aby zachránila své kolegy. Brzy poté agent Parker zabije zbytek týmu a ukáže se jako zrádce spolupracující s Keyou.
Parker chce získat „Srdce“ – kvantový počítač, který Charter používá k předpovídání výsledků misí. Pomocí zařízení implantovaného do těla Stone se mu podaří hacknout Charter a zjistit, kde se Srdce nachází. Spolu s Keyou ho ukradne z vzducholodi nad Afrikou a zničí ji. Stone i Keya přežijí pád padákem do pouště.
Parker začne Srdce zneužívat k zabíjení členů Charteru. Keya, znechucená jeho brutalitou, se obrátí proti němu a pomůže Stone odhalit jeho polohu. Stone Parkera zastaví a Keya pomocí Srdce zachrání zbytek organizace.
O čtyři týdny později nabídne Stone Keye práci v Charteru a společně s agentem Jackem vyrážejí na novou misi.